# Robert Longo
Robert Longo (n. 7 ianuarie 1953, New York City, New York, SUA) este un pictor, sculptor și regizor american.

## Biografie
S-a născut la 7 ianuarie 1953 în Brooklyn, New York și a crescut în Long Island, într-un cartier fascinant, înconjurat de artă: film, televiziune, magazine și cărți comice, care continuă să-i influențeze arta de-a lungul carierei. Longo a început colegiul la University of North Texas, în orașul Denton, însa a renunțat înainte de absolvire. Mai târziu a studiat sculptura cu Leonda Finke care l-a încurajat într-o carieră artistică. În 1972 Longo a primit o bursă de studiu la Accademia di Belle Arte în Florența, Italia, unde intră în contact cu arta europeană care îl impresionează foarte mult.

## Activitate artistică
Activitatea sa artistică a fost o constantă, însă celebritatea și focalizarea interesului pentru Robert Longo a opiniei publice se schimbă în 1979 când lansează seria „Men in the Cities”. La doar 26 de ani, reușește să aducă un suflu nou în arta contemporană cu lucrările sale ce șochează prin dimensiunile neobișnuite și tehnica fotografică a mânuirii grafitului.
În seria „Men in the Cities” face o radiografie urbană a mediului de afaceri newyorkez, reliefând oamenii din companii în ipostazele impuse de oraș și de mediul în care activează. Nervozitatea, declinul, prăbușirea, decepțiile profesionale și sau personale, moartea, viața finală sunt doar câteva din temele preferate ale artistului pe care le abordează. „Tărăboiul alb” este un triptic de 243,8 x 457,2 cm în care este prezentat o scena de luptă între personaje ce par a face parte dintr-o clasă socială superioară. Contrastele puternice, griurile ușoare realizate din praful de grafit accentuează drama personajelor angrenate într-o luptă ad-hoc, impersonală lor, a cărei scop este unul doar de ei știut. Un lucru care atrage atenția de la o prima privire sunt personajele puse într-o situație destul de bizară. Oameni de afaceri, având o educație aleasă și mari responsabilități date de către slujba avută, sunt surprinși într-o încăierare de mahala, tipică homeless-ilor și a șantieriștilor. Bineînțeles, lansând o vedere optimistă și ludică a situației, putem spune că sunt surprinși într-un moment de team-building, foarte familiar marilor companii sau chiar un moment de „joacă” sau destindere nonconformistă, tipică adolescenților. Prin această abordare originală, Longo sparge o barieră bine clădită în jurul unui mediu neabordat în perioada contemporană. Putem spune că este abordarea modernă a unor teme din Renaștere sau Baroc. Poate fi asemuită unei acțiuni de grup precum „Las Meninas” a lui Diego Velázquez văzută după 323 de ani de evoluție a artei sau chiar o variantă mai pașnică a viziunii lui Picasso reliefată în lucrarea „Guernica”.
Tot în seria „Men in the Cities”, Longo prezintă câteva lucrări cu personaje cel puțin bizare. Aflate într-o superbă dinamică, par a fi lovite de glonț sau trăsnet și aruncate într-o stranie levitațiune modernă. Deși la o prima privire te învăluie o mare uimire privind tehnica ireproșabilă, ipostazele ciudate în care sunt surprinse personajele fiind scoase în evidență de contrastul puternic folosit, lucrările sunt încărcate de un tragism urban contemporan extrem de bine reliefat. Tragismul omului corporatist țintuit la biroul său situat într-o clădire de sticlă, a cărui existență a intrat de mult într-un ritm ciclic însemnând doar munca peste măsură și puținele ore rămase libere petrecute în singurătate. Toate personajele sale cad. Se află într-o cădere liberă și spectaculoasă. Iar această cădere nu se referă la capacitățile lor din punct de vedere profesional sau material, ci la partea spirituală a existenței. 
Pozițiile către pământ și pozițiile întortocheate, pot avea chiar și o semnificație religioasă, reliefând fragilitatea naturii umane. Un lucru extrem de interesant, fără doar și poate, este reprezentat de simbolistica somnului. Toate personajele sale au ochii închiși, iar acest lucru este valabil pentru întreaga creație. Lucru care mă trimite cu gândul la Ghilgameș sau scena biblică din Grădina Ghetsemani când înfrângerea somnului este cea mai dură confruntare inițiatică, deoarece ea urmărește transmutarea condiției profane, obținerea imortalității. La Ghetsemani, „veghea inițiatică” – deși limitată la câteva ore – s-a dovedit mai presus de puterile omenești.
Robert Longo este sculptor la rădăcini, lucru evident prin monumentalitatea și sculpturalitatea operei sale. Cum era de așteptat, în 1987 lansează expoziția de instalații „Obiecte fantomă”. Deși în 1982 a mai avut o expoziție intitulată „Combinații”, unde au fost prezentate atât instalații, sculpturi dar și desen, nu a fost spectaculoasă precum aceasta. Astfel, putem spune că „Obiecte fantomă” a fost prima expoziție de instalații a lui Longo. 
Teme precum: „Joker: Forța de a alege” (Joker: Force of Choice), „Planeta neagră” (Black Planet), „Teoria frânei” (The Theory of the Brake), „Sfârșit de sezon” (End of the Season) sunt doar câteva din lucrările ce îngroașă rândurile exponatelor din inedita expoziție.
Capodopera expoziției, –Planeta Neagră–, reprezintă un veritabil semnal de alarmă asupra „timidelor” activități zilnice ale omului cu privire la distrugerea planetei. Pământul este supranumit „Planeta albastră” datorită întinderilor mari de apă, însă cu timpul această titulatură probabil că va fi schimbată ca în viziunea artistului - neagră din cauza cenușii lăsate de focul războaielor, a exageratei poluări și a nepăsării colective.
Un an mai târziu, în 1988, lansează expoziția de sculptură „Steagurile negre” (Black Flags) compusă din 15 exponate lucrate în lemn și bronz. Făcând un studiu de suprafață a titlurilor date acestor lucrări ne putem da seama că nu este o simplă expoziție de steaguri în bronz sau lemn, ci intenționează să ne atragă atenția cu privire la ființa umană ca entitate socială: „Trecutul ignorant” ("This ignorant present"), „Buletinul de vot sau Glonțul” ("The Ballot or the Bullet"), „O poveste spusă de către un idiot” ("A tale told by an idiot"), „Ține strâns sabia de moarte” ("hold fast the mortal sword"), „Dați-ne înapoi suferințele noastre” ("give us back our suffering"), „Împotriva utilizării naturii” ("against the use of nature"). Sunt niște semnale de alarmă date atât guvernelor și a celor cu puterea deplină în stat, cât și oamenilor de rând care constituie majoritatea și puterea maselor. Deși expoziția a fost lansată în '88 este extrem de valabilă și în prezent. „Buletinul de vot sau Glonțul” – poate fi un foarte bun titlu de ziar apărut în Rusia anilor trecuți, când o jurnalistă, cunoscută drept o mare opozantă a lui Vladimir Putin, lansând numeroase acuzații la adresa acestuia, a fost executată în plină stradă. „Dați-ne înapoi suferințele noastre” – continuând seria titlurilor de ziar, punem în balanță atât suferința familiilor soldaților mutați în Irak și Afganistan, a familiilor celor morți în atentate sinucigașe sau mașini capcană precum și a civililor nevinovați ce au de suferit de pe urma acestor conflicte armate.
Anul 1992 înseamnă un nou concept sculptural semnat Robert Longo – „Cruci” (Crosses). Cu un aer metafizic morbid, Longo expune o serie de sculpturi în diverse colțuri ale lumii, respectând conceptual de cruce: Museen der Stadt Landshut, Landshut - Germania, Galerie Hans Mayer, Düsseldorf, Germania, Venician Arsenal, Venice Biennale – Italia, Ropac Galerie, Salzburg – Austria.
Cel mai ambițios proiect lansat în 1996, îl aduce din nou pe Longo în centrul atenție. Proiectul „Magellan” înseamnă o serie de 366 de lucrări realizate câte unul în fiecare zi cu scene petrecute în jurul artistului, o adevărată  biografie în imagini. Titluri precum: „Ochiul” (Magellan: Eye), „Avionul” (Magellan: Plane) sau „Tigru” (Magellan: Tyger) compun somptuoasa expoziție.
În anul 2000 Robert Longo lansează proiectul „Freud drawings” ce reinterpretează elemente din documentarele lui Edmund Engelman despre Freud. Longo a făcut o analiză în grafit a apartamentul în care a fost ținut Freud de către naziști. A desenat cu o acuratețe aparte obiecte de mobilier și detalii arhitectonice.
Scaunul și biroul lui Freud.
Tot în 2000 lansează seria „Monștri”. Alcătuită din 13 lucrări de mari dimensiuni, „Porțile iadului” (Hell's Gate), „Terasa” (The Ledge) sau „Bestia” (Beast) sunt doar câteva din titlurile ce compun această impresionantă serie îmbrăcată cu o randare barocă. Apa ocupă cam două treimi dintr-o lume făcută pentru om care culmea... nu are branhii.
În 2002 lansează o serie mai colorată față de ceea ce ne obișnuise până atunci. Expoziția intitulată simplu „Ophelia” ne introduce într-o lume sensibilă și parfumată a florilor. Florile fac întotdeauna oamenii mai buni și mai fericiți. 
Un an mai târziu lansează spectaculoasă expoziție intitulată „Boala motivelor” (The sickness of reason) ce ilustrează ciuperci atomice rezultate în urma exploziei bombelor atomice. Cu un titlu revelator, seria ne împovărează conștiința cu fapte făcute de om împotriva oamenilor și a naturii. În 2007 a apărut un studiu conform căruia, țările lumii dețin armament nuclear cu care ar putea distruge pământul de 12 ori. 
În 2006 lansează seria „Patrimoniu” (Heritage) în care abordează reproducerea unor lucrări celebre, de patrimoniu, în grafit. Printre artiștii vizați se numără: Constantin Brâncuși, Picasso, Goya, Caravaggio, Dante sau Van Gogh. Rezultatul reprezintă o adevarată fotografie monocromă minimazată a capodoperelor artei plastice din toate timpurile. Ceva neobișnuit însă la această seria reprezintă dimensiunile minione ale lucrărilor, 15.2 x 11.7 cm, comparativ cu  coloși trecuși.
Revenind la stilul ce l-a consacrat, tot în 2006 lansează expoziția intitulată „Exterioarele semne vizibile” (The outward and visible signs) portretizând o serie de planete și alte corpuri cerești. Realizate cu o tehnică fotografică, acestea pot fi ușor incluse în atlase de specialitate.
În 2007 lansează o serie sensibilă și pură de portrete intitulată „Începutul lumii” (Beginning of the world). Expoziția este alcătuită din lucrări ce ilustrează portrete de copii dormind, având o aură pură și de început, restilizând temele adamice într-o manieră modernă și profundă. Dimensiunile considerabile, contrastele puternice, tehnica fotografică, titlurilor tablourilor date după numele copiilor fac din seria „Începutul lumii”, o expoziție marcantă și greu de uitat.
În 2008 lansează seria „Balcoane” (Balcony), ce înfățișează un detaliu generos al bustului de femeie, iar fiecare lucrare poartă numele modelului reprezentat.
Anul 2009 îl aduce pe Longo în centrul atenției cu două lansări importante: „Mistere” și „Eroi”. Seria de mistere prezintă detalii a unor ciudățenii ce pune umanitatea la căutat ipoteze, precum: „Poarta lui Trotsky”, „Omul”, „Camera neagră”. „Eroi”  reprezintă un ansamblu de portrete al piloților de avion aflați în misiune.
Din momentul în care și-a câștigat celebritatea în '79, Longo a fost un artist care nu a încetat să ne uimească, apărându-și binemeritatul blazon de mare personalitatea artistică.  Pe lângă incontestabilul talent plastic, Longo a regizat filme precum: Johnny Mnemonic în 1992 și un scurt metraj „Arena brains”. În anii '70 a fost protagonistul unui musical intitulat „Robert Longo’s Menthol Wars” care a însemnat un experiment de muzică punk în cluburile din New York, iar între anii '80 – '90 a implementat și piese de teatru: „Marble Fog”, „Killing Angels”.